# Eulalia Jiménez Méndez
Eulalia Jiménez Méndez (Celaya, Guanajuato, 1891) fue una revolucionaria mexicana, de filiación maderista, miembro del Club Femenil Antirreeleccionista Hijas de Cuauhtémoc el cual buscaba combatir al régimen de Porfirio Díaz.

## Actividades
Eulalia era hija de la también revolucionaria María de los Ángeles Viuda de Méndez. En 1910, por la actividad revolucionaria de ambas, fueron arrestadas y su domicilio fue saqueado. Participó en una marcha multitudinaria hacia la Cámara de Diputados exigiendo la renuncia de Porfirio Díaz.
Con Francisco I. Madero en el poder continuó su labor política junto con su madre y en 1911 ella y su madre, junto con otras mujeres como Dolores Jiménez y Muro, Elisa Acuña y Josefa Arjona, participaron en el complot de Tacubaya. En cuanto Victoriano Huerta dio el golpe de Estado, ambas tuvieron que exiliarse en La Habana (Cuba) de donde regresaron a finales de 1913. Durante 1914 fue comisionada para comprar municiones para la causa constitucionalista en Texas (Estados Unidos). En marzo de ese mismo año se incorporó a los servicios médicos constitucionalistas en campaña y colaboró en la tarea de hacer ropa para el ejército revolucionario.